# Dobletina
Dobletina este o localitate din comuna Nazarje, Slovenia, cu o populație de 123 de locuitori.